# Морозова Тетяна Василівна
Морозова Тетяна Василівна (12 грудня 1943 — 15 листопада 2021, Одеса) — українська шахістка. 
Чемпіонка України серед жінок (1970), майстер спорту СРСР із  шахів (1977), володар кубку СРСР у командному заліку (1978).

## Біографія
До 1963 року проживала у м. Вільнюс. Навчалася у Ленінграді, працювала у Львові. У 1975 році переїхала зі Львова до Одеси.
У 1960 році була переможцем у чемпіонаті Литви з шахів серед жінок. У 1960-1970-ті роки була однією з найкращих шахісток України. У 1970 році здобула перемогу у чемпіонаті України із шахів серед жінок.
З 1966 по 1977 роки п'ять разів брала участь у чемпіонатах СРСР із шахів серед жінок (1966, 1970, 1973, 1974, 1977). У 1977 році стала першим майстром спорту СРСР із шахів серед жінок в Одесі.
Неодноразово представляла Україну на командних змаганнях СРСР. У 1969 році стала бронзовим призером першості СРСР між командами союзних республік з шахів. У складі команди спортивного товариства «Авангард» була бронзовим призером командного Кубку СРСР у 1971 році. Виграла командний кубок СРСР із шахів у 1978 році.
Після закінчення турнірних виступів, працювала тренером в Одеському шаховому клубі. Автор книг «Казкові шах матні історії та пригоди» (в співавторстві з донькою, Олександрою Прадько) та "Примарні тіні шахової історії ".
Померла 15 листопада 2021 року.

## Спортивні досягнення
3-е місце в 11-тій командній першості СРСР, 1969 рік
1-е місце у чемпіонаті України серед жінок, 1970 рік
3-е місце в 7-му командному Кубку СРСР, 1971 рік
1-ше місце в 10-му командному Кубку СРСР, 1978 рік.

## Книги
Морозова Т. В., Прадько А. А. Сказочные шахматные истории и приключения. Одесса: ВМВ, 2003 (рос.).
Морозова Т. В. Призрачные тени шахматной истории. Одесса: Астропринт, 2004 (рос.).